# Just Dance 2015
Just Dance 2015 är ett dansspel till Playstation 3, Playstation 4, Xbox 360, Xbox One, Wii och Wii U utvecklad av Ubisoft som släpptes 2014. Spelet visades upp första gången upp på spelmässan E3 2014.

## Spelupplägg
Spelupplägget är som i föregångarna där spelaren utför rörelser efter spelets dansare och tjänar poäng. Nytt i serien är spelarläget Community Remix där spelaren dansar till sånger med andra spelare på skärmen istället för dansaren. Spelarlägen från tidigare spel som till exempel funktionerna World Dancefloor och Autodance förekommer i spelet.
Ett annat spel meddelades med Just Dance 2015 kallad Just Dance Now. Just Dance Now har en app som gör att spelaren kan spela Just Dance någonstans efter synkronisering med en enhet med webbplatsen på en annan skärm ansluten till internet.

## Låtar
Spelet har 44 låtar.
| Sång                                      | Artist                                                     | År   | Spelarläge         | Dansare   |
| ----------------------------------------- | ---------------------------------------------------------- | ---- | ------------------ | --------- |
| "4x4"                                     | Miley Cyrus                                                | 2013 | Dance Crew         | ♂/♀/♀/♂   |
| "Addicted To You"                         | Avicii feat. Audra Mae                                     | 2013 | Solo               | ♀         |
| "Ain't No Mountain High Enough"           | Marvin Gaye och Tammi Terrell                              | 1967 | Duet               | ♀/♂       |
| "Bad Romance"                             | Lady Gaga                                                  | 2009 | Trio               | ♀/♀/♀     |
| "Bailando"                                | Enrique Iglesias feat. Descemer Bueno, Gente de Zona       | 2014 | Duet               | ♀/♂       |
| "Bang Bang"                               | Jessie J, Ariana Grande och Nicki Minaj                    | 2014 | Dance Crew         | ♀/♀/♀/♀   |
| "Best Song Ever"                          | One Direction                                              | 2013 | Dance Crew         | ♂/♂/♂/♂   |
| "Birthday"                                | Katy Perry                                                 | 2014 | Solo               | ♀         |
| "Black Widow"                             | Iggy Azalea feat. Rita Ora                                 | 2014 | Solo               | ♀         |
| "Built For This"                          | Becky G                                                    | 2013 | Solo               | ♀         |
| "Burn"                                    | Ellie Goulding                                             | 2013 | Solo               | ♀         |
| "Dark Horse"                              | Katy Perry                                                 | 2013 | Trio               | ♀-♂/♀/♀-♂ |
| "Diamonds"                                | Rihanna                                                    | 2012 | Solo               | ♀         |
| "Don't Worry, Be Happy"*                  | Bobby McFerrin (The Bench Men)                             | 1988 | Trio               | ♂/♂/♂     |
| "Epic Sirtaki"*                           | Cast of Zorba the Greek (The Bouzouki's)                   | 1964 | Trio               | ♂/♂/♂     |
| "Fatima"                                  | Cheb Salama                                                | 2014 | Solo               | ♀         |
| "The Fox (What Does the Fox Say?)"        | Ylvis                                                      | 2013 | Trio               | ♀/♂/♀     |
| "Get Low"                                 | Dillon Francis feat. DJ Snake                              | 2014 | Duet               | ♀/♂       |
| "Happy"                                   | Pharrell Williams                                          | 2013 | Solo               | ♂         |
| "Holding Out For A Hero"                  | Bonnie Tyler                                               | 1984 | Solo               | ♂         |
| "I Love It"                               | Icona Pop feat. Charli XCX                                 | 2012 | Solo               | ♀         |
| "It's My Birthday"                        | Will.i.am feat. Cody Wise                                  | 2014 | Trio               | ♂/♀/♂     |
| "Let It Go"*                              | Idina Menzel (Disneys film Frost)                          | 2013 | Duet               | ♀/♀       |
| "Love Is All"*                            | Roger Glover and the Butterfly Ball (The Sunlight Shakers) | 1974 | Duet               | ♀/♂       |
| "Love Me Again"                           | John Newman                                                | 2013 | Solo               | ♂         |
| "Macarena (Bayside Boys Mix)"*/(K)        | Los Del Rio (The Girly Team)                               | 1996 | Dance Crew         | ♀/♀/♀/♀   |
| "Mahna Mahna"*/(K2)                       | Piero Umiliani (Frankie Bostello)                          | 1968 | Trio               | ♀/♂/♀     |
| "Maps"                                    | Maroon 5                                                   | 2014 | Solo               | ♀         |
| "Me and My Broken Heart"                  | Rixton                                                     | 2014 | Duet               | ♂/♀       |
| "Movement is Happiness (Find Your Thing)" | Avishay Goren & Yossi Cohen                                | 2014 | Solo               | ♀         |
| "Never Can Say Goodbye"                   | Gloria Gaynor                                              | 1974 | Solo               | ♀         |
| "Nitro Bot" (2014)/(U)                    | Sentai Express                                             | 2013 | Duet               | ♂/♀       |
| "Only You (and You Alone)"*               | The Platters (Love Letter)                                 | 1955 | Duet               | ♀/♂       |
| "Papaoutai" (P)                           | Stromae                                                    | 2013 | Duet               | ♂/♂       |
| "Problem"                                 | Ariana Grande feat. Iggy Azalea                            | 2014 | Solo               | ♀         |
| "She Looks So Perfect"                    | 5 Seconds of Summer                                        | 2014 | Dance Crew         | ♂/♂/♂/♂   |
| "Speedy Gonzales"*                        | David Dante (Los Pimientos Locos)                          | 1961 | Duet               | ♂/♀       |
| "Summer"                                  | Calvin Harris                                              | 2014 | Solo               | ♀         |
| "Tetris"*                                 | Hirokazu Tanaka (Dancing Bros.)                            | 1989 | Dance Crew         | ♂/♀/♂/♀   |
| "Till I Find You" (N)                     | Austin Mahone                                              | 2014 | Solo               | ♂         |
| "Walk This Way"                           | Run DMC och Aerosmith                                      | 1986 | Dance Crew         | ♂/♂/♂/♂   |
| "Xmas Tree"                               | Bollywood Santa                                            | 2014 | Duet               | ♀/♂       |
| "You Spin Me Round (Like a Record)        | Dead or Alive                                              | 1984 | Solo               | ♂         |
| "You're On My Mind"                       | Imposs feat. J. Perry                                      | 2014 | Dance Crew Mash-Up | Olika     |

- En "*" visar att sången är en cover-version, inte originalet.
- En "()" parentes visar coverartisten av låten.
- En "(P)" visar att sången är exklusiv i  PAL-regionen (Europa och Australien).
- En "(N)" visar att sången är exklusiv i NTSC-regionen (Nordamerika).
- En "(K)" visar att sången även finns med i Just Dance Kids.
- En "(K2)" visar att sången är även med i Just Dance Kids 2.
- En "(U)" visar att sången är exklusiv för Uplay.
- En "(2014)" visar att sången finns även med i Just Dance 2014.

Notis: Spelarläget Trio är inte samma spelarläge som On-Stage.

## Alternate routines
| Sång                               | Artist                         | År   | Spelarläge           | Dansare |
| ---------------------------------- | ------------------------------ | ---- | -------------------- | ------- |
| "Bad Romance"                      | Lady Gaga                      | 2009 | Official Choreo/Solo | ♂       |
| "Diamonds"                         | Rihanna                        | 2012 | Seated Dance/Duet    | ♀/♂     |
| "The Fox (What Does the Fox Say?)" | Ylvis                          | 2013 | Campfire Dance/Duet  | ♂/♂     |
| "Happy"                            | Pharrell Williams              | 2013 | Sing Along/Trio      | ♂/♂/♂   |
| "I Love It"                        | Icona Pop feat. Charli XCX     | 2012 | Guards Dance/Duet    | ♂/♂     |
| "It's My Birthday"                 | Will.i.am feat. Cody Wise      | 2014 | Bollywood Dance/Solo | ♂       |
| "Let It Go" (DLC)*                 | Idina Menzel (Disney's Frozen) | 2013 | Sing Along/Solo      | ♀       |
| "Papaoutai" (P)                    | Stromae                        | 2013 | African Dance/Solo   | ♀       |
| "Summer"                           | Calvin Harris                  | 2014 | Fitness Dance/Solo   | ♂       |
| "Walk This Way"                    | Run DMC och Aerosmith          | 1986 | Old School/Solo      | ♀       |

- En "(P)" visar att sången är exklusiv i PAL-regionen (Europa och Australien).

## Community Remix
Community Remix kommer att vara tillgänglig till alla sånger i spelet.
| Sång                                       | Artist                                       | År   |
| ------------------------------------------ | -------------------------------------------- | ---- |
| "Happy"                                    | Pharrell Williams                            | 2014 |
| "Problem" (RW)                             | Ariana Grande feat. Iggy Azalea och Big Sean | 2014 |
| "Birthday" (X)                             | Katy Perry                                   | 2014 |
| "Love Me Again"                            | John Newman                                  | 2013 |
| "Xmas Tree" (X)                            | Bollywood Santa                              | 2014 |
| "Diamonds" (X)                             | Rihanna                                      | 2012 |
| "Burn"                                     | Ellie Goulding                               | 2013 |
| "Only You (And You Alone)" (X)             | Love Letter                                  | 1954 |
| "Bad Romance" (Official Choreography) (WC) | Lady Gaga                                    | 2009 |
| "The Fox (What Does the Fox Say?)"         | Ylvis                                        | 2013 |
| "Maps"                                     | Maroon 5                                     | 2014 |
| "You Spin Me Round (Like a Record)"        | Dead or Alive                                | 1984 |
| "Built For This" (C)                       | Becky G                                      | 2013 |

- En "RW" visar att sången är borttagen i Wii-versionen.
- En "C" visar att sången fortfarande är i "Contest"-fasen ("Tävling").
- En "WC" visar att det spelade in finalisterna i Just Dance World Cup.
- En "(X)" visar att Community Remix var tillgänglig men är det inte längre.

### Just Dance VIP
Ett nytt spelarläge där spelaren dansar tillsammans med en favoritperson (danspersoner, sångartister och så vidare). Åtta låtar är bekräftade.
| Sång                     | Artist                                  | År   | VIP                          |
| ------------------------ | --------------------------------------- | ---- | ---------------------------- |
| "Birthday" (X)           | Katy Perry                              | 2014 | Aurélie (Just Dance-dansare) |
| "Get Low" (X)            | Dillon Francis och DJ Snake             | 2014 | Aurélie (Just Dance-dansare) |
| "Black Widow"            | Iggy Azalea feat. Rita Ora              | 2014 | Smosh                        |
| "Till I Find You" (N)    | Austin Mahone                           | 2014 | Austin Mahone                |
| "Happy"                  | Pharrell Williams                       | 2014 | Richy Jackson                |
| "Bang Bang" (WDF)        | Jessie J, Ariana Grande och Nicki Minaj | 2014 | Tyler Oakley och Jessie J    |
| "You're On My Mind" (N)  | Imposs feat. J. Perry                   | 2014 | JD Team                      |
| "Walk This Way" (X)      | Run DMC och Aerosmith                   | 1986 | Santa Claus                  |
| "Burn" (WDF) (X)         | Ellie Goulding                          | 2013 | WeeklyChris                  |
| "It's My Birthday"       | will.i.am feat. Cody Wise               | 2014 | Mehdi Kerkouche              |
| "Me and My Broken Heart" | Rixton                                  | 2014 | C0OK1EMONSTER                |
| "Macarena"               | Los Del Rio (The Girly Team)            | 1996 | Ubicorn                      |

- En "(N)" visar att VIP är endast tillgänglig i NTSC-regionen.
- En "(WDF)" visar att VIP för närvarande är tillgänglig i World Dance Floor.
- En "(X)" visar att VIP var tillgänglig i the World Dance Floor, men inte nu längre.

## Party Master Mode
| Sång                     | Artist        | År   |
| ------------------------ | ------------- | ---- |
| "Birthday"               | Katy Perry    | 2014 |
| "Built For This"         | Becky G       | 2013 |
| "Holding Out For A Hero" | Bonnie Tyler  | 1984 |
| "Maps"                   | Maroon 5      | 2014 |
| "Summer"                 | Calvin Harris | 2014 |

## Dance Mashup
| Sång                                    | Artist                                               | År   | Spelarläge     | Tema                    | Gold Moves | Upplåsbar månad |
| --------------------------------------- | ---------------------------------------------------- | ---- | -------------- | ----------------------- | ---------- | --------------- |
| "4x4"                                   | Miley Cyrus                                          | 2014 | Solo           | Best of Just Dance 4    | Nej        | N/A             |
| "Addicted To You" (M)                   | Avicii feat. Audra Mae                               | 2013 | Solo           | Black Light             | Ja         | November        |
| "Ain't No Mountain High Enough" (M)     | Marvin Gaye och Tammi Terrell                        | 1967 | Solo           | Fancy Dancers           | Nej        | December        |
| "Bad Romance" (M)                       | Lady Gaga                                            | 2009 | Solo           | Monsters                | Ja         | Oktober         |
| "Bailando"                              | Enrique Iglesias feat. Descemer Bueno, Gente de Zona | 2014 | Solo           | Let's Rock!             | Ja         | N/A             |
| "Best Song Ever"                        | One Direction                                        | 2013 | Solo           | Fitness                 | Ja         | N/A             |
| "Birthday"                              | Katy Perry                                           | 2014 | Solo           | Best of Katy            | Ja         | N/A             |
| "Black Widow" (M)                       | Iggy Azalea feat. Rita Ora                           | 2014 | Solo           | Lady in Black           | Nej        | N/A             |
| "Built For This"                        | Becky G                                              | 2013 | Solo           | Robots                  | Nej        | N/A             |
| "Dark Horse"                            | Katy Perry                                           | 2013 | Solo           | Mystic Princesses       | Ja         | N/A             |
| "Diamonds" (M)                          | Rihanna                                              | 2012 | Solo           | Best of Rihanna         | Ja         | N/A             |
| "Epic Sirtaki"* (M)                     | Zorba the Greek (The Bouzouki's)                     | 1964 | Solo           | Yoga Dancers            | Ja         | N/A             |
| "Fatima" (M)                            | Cheb Salama                                          | 2014 | Solo           | World Music             | Nej        | Mars            |
| "The Fox (What Does the Fox Say?)"      | Ylvis                                                | 2013 | Solo           | Shamans                 | Ja         | N/A             |
| "Happy" (M)                             | Pharrell Williams                                    | 2013 | Solo           | Smooth Dancers          | Ja         | N/A             |
| "Holding Out For A Hero"                | Bonnie Tyler                                         | 1984 | Duet           | Cray Cray Duet          | Ja         | N/A             |
| "I Love It"                             | Icona Pop feat. Charli XCX                           | 2012 | Solo           | Best of Just Dance 2014 | Ja         | N/A             |
| "It's My Birthday"                      | Will.i.am feat. Cody Wise                            | 2014 | Solo           | Suit Up                 | Ja         | N/A             |
| "Love Is All"*                          | Roger Glover and Guests (The Sunlight Shakers)       | 1974 | Duet           | Sisters Duet            | Ja         | N/A             |
| "Love Me Again" (U)                     | John Newman                                          | 2013 | Solo           | Ex-girlfriends          | Ja         | N/A             |
| "Macarena (Bayside Boys Mix)"*/(M)      | Los Del Rio (The Girly Team)                         | 1996 | Solo           | Gentlemen               | Nej        | Februari        |
| "Maps"                                  | Maroon 5                                             | 2014 | Solo           | Best of Just Dance 3    | Ja         | N/A             |
| "Never Can Say Goodbye"                 | Gloria Gaynor                                        | 1974 | Solo           | Best of Just Dance 2    | Ja         | N/A             |
| "Papaoutai" (P)                         | Stromae                                              | 2013 | Solo           | Ultra Violet            | Ja         | N/A             |
| "Problem"                               | Ariana Grande feat. Iggy Azalea och Big Sean         | 2014 | Duet           | Lovers Duet             | Ja         | N/A             |
| "Speedy Gonzales"* (M)                  | Pat Boone (Los Pimientos Locos)                      | 1962 | Solo           | Cray Cray Solo          | Ja         | N/A             |
| "Summer"                                | Calvin Harris                                        | 2014 | Solo           | Girl Power              | Ja         | N/A             |
| "Tetris" (M)                            | Hirokazu Tanaka (Dancing Bros.)                      | 1989 | Solo           | Men Only                | Ja         | N/A             |
| "Till I Find You" (N)                   | Austin Mahone                                        | 2014 | Duet           | Duet                    | Nej        | N/A             |
| "Walk This Way"                         | Run DMC och Aerosmith                                | 1986 | Solo           | Ladies Only             | Ja         | N/A             |
| "You Spin Me Round (Like a Record)" (M) | Dead or Alive                                        | 1984 | Solo           | Funny Guys              | Nej        | Januari         |
| "You're On My Mind"                     | Imposs feat. J. Perry                                | 2014 | Quatro Mash-up | Dance Crew              | Ja         | N/A             |

- En "*" visar att sången är en coverversion, inte originalet.
- En "()" parentes visar coverartisten i sången.
- En "(U)" visar att denna mashup är exklusiv för Uplay till alla konosler utom Wii som kan låsas upp med mojomynt.
- En "(N)" visar att sången är endast tillgänglig som DLC i NTSC-regionen.
- En "(P)" visar att sången är exklusiv i PAL-regionen (Europa och Australien).
- En "(M)" visar att sången kan endast bli upplåst under en viss månad.

## Neddladdningsbart innehåll
Som i föregångarna kan spelaren ladda ner nya låtar.
| Sång                                           | Artist                                | År   | Spelarläge      | Dansare | Releasedatum     | Pris   |
| ---------------------------------------------- | ------------------------------------- | ---- | --------------- | ------- | ---------------- | ------ |
| "Break Free"                                   | Ariana Grande feat. Zedd              | 2014 | Solo            | ♀       | 21 October 2014  | Gratis |
| "I Luh Ya Papi"                                | Jennifer Lopez feat. French Montana   | 2014 | Solo            | ♀       | 21 October 2014  | $2.99  |
| "Papaoutai" (N)                                | Stromae                               | 2013 | Duet            | ♂/♂     | 21 oktober 2014  | $2.99  |
| "Till I Find You" (P)                          | Austin Mahone                         | 2014 | Solo            | ♂       | 23 oktober 2014  | $2.99  |
| "Movement is Happiness (Find your Thing)" (NU) | Avishay Goren and Yossi Cohen         | 2014 | Solo            | ♀       | 21 oktober 2014  | Gratis |
| "One Way Or Another (Teenage Kicks)" (2014D)*  | One Direction                         | 2013 | Solo            | ♂       | 21 oktober 2014  | $1.99  |
| "Don't You Worry Child" (2014D)                | Swedish House Mafia feat. John Martin | 2012 | Solo            | ♂       | 21 oktober 2014  | $1.99  |
| "Wake Me Up" (2014D)                           | Avicii feat. Aloe Blacc               | 2013 | Solo            | ♂       | 21 oktober 2014  | $1.99  |
| "Sexy and I Know It" (2014D)                   | LMFAO                                 | 2011 | Solo            | ♂       | 21 oktober 2014  | $1.99  |
| "Die Young" (4D) (2014D)                       | Kesha                                 | 2012 | Duet            | ♀/♀     | 21 oktober 2014  | $1.99  |
| "Gangnam Style" (4D/2014D)                     | PSY                                   | 2012 | Duet            | ♂/♀-♂-♀ | 21 oktober 2014  | $1.99  |
| "Roar" (2014D)                                 | Katy Perry                            | 2013 | Solo            | ♀       | 21 oktober 2014  | $1.99  |
| "Just Dance" (2014)                            | Lady Gaga feat. Colby O'Donis         | 2008 | Solo            | ♀       | 21 oktober 2014  | $1.99  |
| "I Need Your Love" (2014D)                     | Calvin Harris feat. Ellie Goulding    | 2013 | Solo            | ♀       | 21 oktober 2014  | $1.99  |
| "Moves Like Jagger" (4/2014D)                  | Maroon 5 feat. Christina Aguilera     | 2011 | Solo            | ♂       | 21 oktober 2014  | $1.99  |
| "Beauty and a Beat" (4/2014D)                  | Justin Bieber feat. Nicki Minaj       | 2012 | Solo            | ♂       | 21 oktober 2014  | $1.99  |
| "We Can't Stop"                                | Miley Cyrus                           | 2013 | Solo            | ♀       | 25 november 2014 | $2.99  |
| "Funhouse" (4D/2014D)                          | P!nk                                  | 2009 | Solo            | ♀       | 25 november 2014 | $1.99  |
| "C'mon" (2014)                                 | Ke$ha                                 | 2013 | Duet            | ♀/♂     | 25 november 2014 | $1.99  |
| "Kiss You" (2014)                              | One Direction                         | 2013 | Dance Crew      | ♂/♂/♂/♂ | 25 november 2014 | $1.99  |
| "Want U Back" (4/4D)                           | Cher Lloyd feat. Astro                | 2012 | Solo            | ♀       | 25 november 2014 | $1.99  |
| "Boom Clap"                                    | Charli XCX                            | 2014 | Solo            | ♀       | 20 januari 2015  | $2.99  |
| "India Waale"                                  | The Cast of Happy New Year            | 2014 | Duet            | ♂/♀     | 20 januari 2015  | $2.99  |
| "Kiss Kiss"                                    | Prince Royce                          | 2013 | Solo            | ♂       | 20 januari 2015  | $2.99  |
| "Let It Go"                                    | Idina Menzel (Disney's Frozen)        | 2013 | Sing Along/Solo | ♀       | 20 januari 2015  | $1.99  |
| "Rock n Roll"                                  | Avril Lavigne                         | 2013 | Solo            | ♀       | 20 januari 2015  | $1.99  |

- En "*" visar att sången är en coverversion, inte originalet.
- En "(N)" visar att sången är endast tillgänglig som DLC i NTSC-regionen.
- En "(NU)" visar att sången är endast exklusiv i NTSC-regionen, dock inte i Kanada och USA
- En "(4)" visar att sången är också med i Just Dance 4.
- En "(4D)" visar att sången är även en DLC i Just Dance 4.
- En "(2014)" visar att sången är även med i Just Dance 2014.
- En "(2014D)" visar att sången är även en DLC i Just Dance 2014.
- En "(P)" visar att sången är exklusiv i PAL-regionen (Europa och Australien).